# Architeuthis hartingii
Architeuthis hartingii är en bläckfiskart som först beskrevs av Addison Emery Verrill 1875.  Architeuthis hartingii ingår i släktet jättebläckfiskar, och familjen jättebläckfiskar. Inga underarter finns listade i Catalogue of Life.